# Ernest Maes
Ernest Maes (Sint-Gillis-bij-Dendermonde, 13 juli 1939) is een Belgisch componist, muziekpedagoog, dirigent en hoornist.

## Levensloop
Maes kreeg al vroeg muzieklessen aan de stedelijk muziekacademie in Dendermonde en behaalde er onder andere een regeringsmedaille voor trompet. Verder kreeg hij privéles hoorn bij François De Ridder. Van 1947 tot 1957 was hij lid van de Koninklijke Harmonie St.-Egidius Sint-Gillis-bij-Dendermonde, toen onder leiding van Petrus Pieters en van het plaatselijke orkest van Den Halt onder leiding van A. De Man.
Hij studeerde aan het Koninklijk Conservatorium in Brussel bij Marcel Van de Plas (solfège), Georges Maes (kamermuziek), Jean-Baptiste Faulx (hoorn) en André Vandernoot (orkestdirectie). Daarnaast studeerde hij ook nog kamermuziek aan het Koninklijk Conservatorium Antwerpen bij Jef Maes. Verder studeerde hij privé bij Peter Cabus muziekanalyse, schriftuur, contrapunt, fuga en compositie.
In 1957 werd hij hoornist bij het Koninklijk Filharmonisch Orkest van Vlaanderen, tegenwoordig het Antwerp Symphony Orchestra, en bleef in deze functie tot 1975. Hij verleende ook medewerking bij de Mechelse Conservatoriumconcerten en samen met Jos Rademakers (dwarsfluit), Michel Scheck (hobo), Freddy Arteel (klarinet) en Frans De Jonghe (fagot) bij het blaaskwintet van Antwerpen. Met deFilharmonie maakte hij concertreizen in België, Nederland, Duitsland, Frankrijk, Spanje en Griekenland en met het blaaskwintet diverse radio- en tv-opnamen. In deze periode richtte hij het kamerorkest "Musica Aeterna" op en vertolkte ermee vele werken van Belgische componisten.
Van 1961 tot 1970 was hij dirigent van de Koninklijke Harmonie Sint-Cecilia Lebbeke. Hij was verder dirigent van de Koninklijke Fanfare De Morgenster in Opstal-Buggenhout (1962-1970) en de Koninklijke Fanfare Het Werk der Toekomst Beerse. Met deze blaasorkesten bereikte hij de ere-afdelingen van de Federatie van Katholieke Muziekbonden (Fedekam) in Vlaanderen en het Koninklijk Muziekverbond van België. Van 1965 tot 1978 was hij opvolger van Jef Maes als dirigent van het symfonische orkest van de Turnhoutse Concertvereniging, waarmee hij succesrijk aan een wedstrijd in Luik deel nam. Hij werd als dirigent de eerste laureaat van de internationale Stravinskywedstrijd voor dirigenten georganiseerd door de Koninklijke Muntschouwburg samen met het Koninklijk Conservatorium Brussel. Van 1974 tot 1976 was hij dirigent van de Vlaamse Kameropera in Antwerpen, later van 1978 tot 1984 dirigent van de Koninklijke Opera Gent. Verder was hij gastdirigent van de Vlaamse Opera, het Nationaal Orkest van België en van het Orchestre de la Communauté française de Belgique. Hij verzorgde tussen 1970 en 1980 regelmatig optredens in het televisieprogramma "Mezza Musica". In opdracht van het Ministerie van Nederlandse Cultuur dirigeerde hij in het kader van de internationale culturele uitwisselingen de symfonieorkesten van Bratislava, Olomouc en Kosice. In 1990 was hij dirigent van het orkest van Białystok. Als gastdirigent was hij ook aan het Limburgs Symfonie Orkest verbonden, waarmee hij concertreeksen in Nederland verzorgde. Gedurende drie seizoenen dirigeerde hij de Nederlandse-Vlaamse Opera in Maastricht.
In 1967 en 1968 was hij dirigent tijdens het internationaal muziekkamp te Irchonwelz alsook in Keerbergen. Als gevolg daarvan werd hij uitgenodigd als dirigent van het orkest van het muziekkamp in Siedlce en verzorgde optredens in Warschau en Gdańsk. Hij was dirigent van het West-Vlaams Jeugdorkest gedurende de periode van 1976 tot 1985, waarmee hij een concertreis door Duitsland maakte. In 1983 was hij dirigent van het "European Opera Center" (Alden Biesen) en in 1985 richtte hij het "Youth Training Orchestra" van het "International Opera Center" van Alden Biesen op.
Als componist schreef hij talrijke werken voor verschillende genres, maar ook muziekpedagogisch werk.

## Composities

### Werken voor orkest
- 1998 Aan het Limburgs Orkest

### Werken voor harmonie- of fanfareorkest of koperensembles
- 1998 Feest Ouverture, voor koperensemble
- Herleving, voor harmonie- of fanfareorkest

### Kamermuziek
- 1991 Alla Marcia, voor trompet en piano
- 1991 Ariette, voor hobo (of klarinet, of altsaxofoon, of sopraan-/tenorsaxofoon) en piano
- 1991 Concert Piece, voor klarinet en piano
- 1991 Romance, voor hoorn en piano
- 1998 Lied, voor altsaxofoon (of tenorsaxofoon, of hoorn, of trombone, of tuba) en piano
- 1998 Sonatine, voor viool en piano
- Dans, voor dwarsfluit en piano

### Pedagogische werken
- 1998 Lezingen AMV L1, voor zang en piano
- 1998 Lezingen AMV L2, voor zang & piano
- 1998 Lezingen AMV L3, voor zang & piano
- 1998 Lezingen AMV L4, voor zang & piano